# GLAY ARENA TOUR 2000“HEAVY GAUGE”in SAITAMA SUPER ARENA
『GLAY ARENA TOUR 2000 “HEAVY GAUGE” in SAITAMA SUPER ARENA』はGLAYが2004年11月3日にリリースしたライブDVD。

## 概要
『GLAY Acoustic Live in 日本武道館 produced by JIRO』『GLAY EXPO 2001 “GLOBAL COMMUNICATION” in TOKYO STADIUM』と同時に発売された。この3作とボーナス・ディスクがセットになった『LIVE DVD BOX vol.1 (includes LIVE DVD 3 Titles & GLAY Perfect Data 1994-2004)』も同時発売された。
2000年に行われた「J-PHONE presents GLAY ARENA TOUR 2000 “HEAVY GAUGE”」から、さいたまスーパーアリーナ公演を収録。

## 収録曲
LIVE DISC
1. HEAVY GAUGE
2. FATSOUNDS
3. MERMAID
4. ビリビリクラッシュメン
5. 生きがい
6. SPECIAL THANKS
7. Savile Row 〜サヴィル ロウ 3番地〜
8. とまどい
9. Missing You
10. LEVEL DEVIL
11. ROCK ICON
12. 誘惑
13. 彼女の“Modern…”
14. COME ON!!
15. SURVIVAL
16. Will Be King
17. WET DREAM
18. 生きてく強さ
19. SHUTTER SPEEDSのテーマ
20. ACID HEAD

EXTRA DISC
- トークセッション
- 「ひとひらの自由」 リハーサル映像